# James Fisher (Naturforscher)

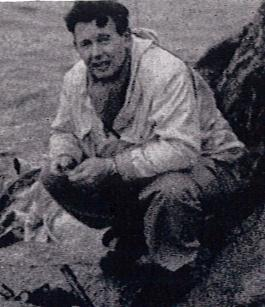
James Fisher 1955 auf der Felsinsel Rockall

James Maxwell McConnell Fisher (* 3. September 1912 in Clifton, Bristol; † 25. September 1970 in Hendon, London Borough of Barnet) war ein britischer Ornithologe, Naturforscher, Autor, Redakteur und Rundfunksprecher, der über 1000 Radio- und Fernsehreportagen über naturkundliche Themen machte.

## Leben und Wirken
Fischer war der älteste Sohn von Kenneth Fisher (ebenfalls Ornithologe und Rektor der Oundle School von 1922 bis 1945). Sein Onkel mütterlicherseits war der Naturforscher Arnold Boyd aus Cheshire. Nach einer Ausbildung am Eton College studierte er zunächst Medizin am Magdalen College in Oxford, wechselte dann aber ins Zoologie-Fach. 1933 nahm er als Ornithologe an der Spitzbergen-Expedition der University of Oxford teil. Nach seiner Universitätszeit arbeitete er als Assistenzkurator im London Zoo. Während des Zweiten Weltkriegs betrieb er für das Landwirtschaftsministerium Studien über Saatkrähen. Nach dem Krieg war er leitendes Mitglied in der Royal Society for the Protection of Birds (RSPB) und in der International Union for Conservation of Nature and Natural Resources (IUCN) sowie Mitglied der National Parks Commission und Vizevorsitzender der Countryside Commission.
Am 18. September 1955 nahm Fisher als Geologe an der britischen Inbesitznahme der Felsinsel Rockall im Nordatlantik teil.
Neben zahlreichen eigenen Büchern war Fisher gemeinsam mit Julian Huxley, Dudley Stamp (1898–1966) und Eric Hosking als Herausgeber an der Buchreihe New Naturalist beteiligt. In den 1950er-Jahren war er Ornithologe in der regulären Radiosendung Nature Parliament als Teil des Dienstes Children’s Hour der BBC. 1966 wurde er mit der Bernard Tucker Medal des British Trust for Ornithology ausgezeichnet.
Fisher war mit der Literaturkritikerin Margery Fisher (geborene Turner, 1913–1992) verheiratet, mit der er gemeinsam eine Biografie über den Polarforscher Ernest Shackleton verfasste. Aus dieser Ehe gingen sechs Kinder hervor. Im September 1970 kam er bei einem Autounfall ums Leben.

## Werke (Auswahl)
- 1939: Animals as Friends and how to Keep Them (J. M. Dent and Sons) mit Margaret Shaw.
- 1939 Birds as Animals (W. Heinemann)
- 1939 The Living Thoughts of Darwin (Cassell) mit Julian Huxley.
- 1941 The Natural History of Selborne (Penguin Books, 1941) (Neuauflage des Originalwerkes von Gilbert White (1789)).
- 1941 Watching Birds (Pelican Books)
- 1942 The Birds of Britain (W. Collins)
- 1944 Birds of the Village (Puffin Picture Books PP20)
- 1947 Bird Recognition 1: sea-birds & waders (Pelican Books) (Penguin Books; Überarbeitete Auflage 1954)
- 1951 Bird Recognition 2: birds of prey and water-fowl (Pelican Books) (Penguin Books)
- 1952 Birds of the Field (Collins)
- 1952 The Fulmar (Collins)
- 1952 Nature Parliament (J. M. Dent)
- 1953 A Thousand Geese (Collins, London), mit Peter Scott
- 1954 A History of Birds (Houghton Mifflin, Boston, Mass.)
- 1954 The Wonderful World; The adventure of the earth we live on (Hanover House) Art Herausgeber: F. H. K. Henrion
- 1954 Sea-birds: an introduction to the natural history of the sea-birds of the North Atlantic (Collins), mit Ronald Lockley
- 1955 Bird Recognition 3: rails, game-birds and larger perching and singing birds (Pelican Books). (Penguin Books)
- 1956 Adventure of the Sea (Rathbone Books)
- 1956 Birds and Beasts (Phoenix House) mit Maurice Wilson
- 1956 Rockall (Bles)
- 1956 Wild America (Collins), mit Roger Tory Peterson.
- 1957 The Wonderful World of the Sea (Garden City Books)
- 1957 Shackleton (James Barrie Books, London) mit Margery Fisher
- 1958 Adventure of the Air (Rathbone Books)
- 1958 Shackleton and the Antarctic (Houghton Mifflin, Boston, Mass.) mit Margery Turner Fisher.
- 1959 The Wonderful World of the Air (Garden City Books)
- 1960 Nature: Earth, Plants, Animals (Macdonald) mit Julian Huxley.
- 1961 The Doubleday Pictorial Library of Nature: earth, plants, animals (Doubleday, Garden City, N.Y.) mit Julian Huxley.
- 1964 Shell Nature Book (Littlehampton Book Services, 1964) mit Geoffrey Grigson
- 1964 The World of Birds (Doubleday, Garden City, N.Y.) mit Roger Tory Peterson. (Deutsch: Das bunte Buch der Vögel – Einführung in die Vogelkunde, 1979. Übersetzung: Wilhelm Meise.)
- 1966 The Migration of Birds (Bodley Head) illustriert von Crispin Fisher.
- 1966 The Shell List of British and Irish Birds (Ebury Press)
- 1966 The Shell Bird Book (Ebury Press)
- 1966 Shell Nature Lovers' Atlas of England, Scotland & Wales (Ebury Press)
- 1967 Zoos of the World: The Story of Animals in Captivity (Natural History Press)
- 1969 Wildlife in Danger (Viking) mit Noel Simon und Jack Vincent.
- 1971 Birds: an introduction to ornithology (Aldus Books) posthum mit Roger Tory Peterson.
- 1973 List of Mammals which Have Become Extinct or are Possibly Extinct Since 1600 (International Union for Conservation of Nature and Natural Resources) posthum mit H. A. Goodwin and J. M. Goodwin.
- 1974 Watching Birds (Poyser, 1974) posthum mit Jim Flegg, illustriert von Crispin Fisher.
- 1983 Darwin (Arnoldo Mondadori Editore, Milan) posthum mit Julian Huxley und Antonello La Vergata.